# DESIRE (ゲーム)
『DESIRE 背徳の螺旋』（デザイア はいとくのらせん）は、シーズウェアによる18禁アドベンチャーゲーム。
本項では各機種向けの移植版についても解説する。

## 概要
『DESIRE 背徳の螺旋』は当時シーズウェアに所属していた剣乃ゆきひろとやさまたしやみがシナリオと原画を、当時フリーだった梅本竜が音楽を担当し、1994年7月22日にPC-9801版が、1994年11月25日にPC-9821/FM TOWNS版が発売された。
2人の主人公のシナリオを進めて物語の真相に迫るマルチサイトシステムを搭載している。またパソコン版だけの要素として、クリア後にアナザーストーリーが用意されており、これは以降のリメイクや移植には入っていない。

### リメイク版
- セガサターン版（1997年9月11日） - 原画をやさまたしやみから田島直に変更、キャラクターボイスとアニメーションを追加、シナリオも当時の倫理規定に沿って若干手直しされている。制作パターンは『EVE burst error』と同じ[2]。セガサターンへの移植・新要素の開発をシーズウェアが手がけ、販売・新要素をイマジニアが展開している。

以降の移植やリメイクは同様にフルボイスだが、主人公は主観ではボイスが付かず、視点が変わった際に初めて声が聞こえる仕様（例えばアルバートはアルバート編ではボイス無しで、マコト編でボイス有りになる）。ただしマコトだけはセックスシーンのみ主観でもボイスがある。声の言葉をCPUが判別し、それに合わせてキャラクターの口の形が変わる母音自動判別システム(AVSS)が搭載されている。
- Windows版『DESIRE 完全版』（CD-ROM版：1998年6月5日/DVD-ROM版：1999年7月16日） - セガサターン版をベースにアダルト要素の復刻、グラフィックとエピローグにあたる新エンディングを追加。
- PlayStation 2版（2004年9月30日/ベスト版：2005年10月27日） - インターチャネルより発売。グラフィックを刷新して前日譚にあたるドラマCDを追加[4]。

### リマスター版
『DESIRE remaster ver.』（デザイア リマスターバージョン）は、原作の発売から20年以上経った2017年4月27日にElDiaよりWindows/PlayStation Vita用ソフトとして発売され、2019年12月27日にはNintendo Switch版が発売。また、2017年12月22日には、同社より18禁要素を追加した『DESIRE remaster A ver.』が発売された。

2022年発売予定のPlayStation 4/Nintendo Switch用ソフト『EVE ghost enemies』は「EVE ghost enemies」クリア後に、ゲーム内メニューより『DESIRE remaster ver.』がプレイできる。
原画はSS版を高解像度でリマスターしたものが用いられるほか、田島直による新規CGも追加されている。BGMは過去の音源のうち、WAVデータで残っていたものが2種類が採用されたが、オープニングとエンディングの音源は現存していなかったため、復元するという方法がとられた。また、BGMを担当したishidaは販売元のElDiaのTwitterで、「当時のMIDIデータを基にBGMを作成したが、現存のデータにはない音もあり、その場合は元の音に近いものや、全体の曲想に合う音を採用した」と振り返っている。それらに加え、Adobe After Effectsによるアニメーションやイベントシーンにおける振動なども追加されているほか、ヒントやコマンドの再選択機能も追加されている。
『remaster A ver.』においても『完全版』発売時より倫理規定が厳しくなったためティーナの全裸だったイベントシーンは『remaster ver.』のものに差し替えられている。
なお、プレイ動画の公開には制限がかけられており、アルバート編の1日目のうち、カイルとラウンジで戦って屋外に出る場面までの公開が許されている。

## あらすじ
グランチェスタ財団が無人島に建造した研究施設「DESIRE」。この施設ではあらゆる取材が拒否され、エコロジーベースの環境工学といった表向きの情報以外は一切公開されていない。何故わざわざ無人島に建造したのか、そこで行われている研究の正体など全貌は謎である。そのため様々な噂がまことしやかに囁かれているが、ついに取材が解禁され、1人の新聞記者がこの島へ向かうところから物語は始まる。
アルバート編
新聞記者のアルバートは無理を承知で申し込んだDESIREの取材を承認され、現地へ向かうことになる。早めに到着したために散策をしていたところ、1人の少女を海岸で救出する。
マコト編
DESIREで技術主任という立場のマコトは、恋人であるアルが取材にやってくる事を知り異論を唱えていたが、当日案内を任されることになる。そんな中、工作員が妨害のためにDESIREに潜入したという情報が寄せられる。
 ???編
アルバート編とマコト編の両方をクリアすると見られるシナリオ。選択肢は一切存在せず、物語の真相が明らかになる。

## 登場人物
声優名はコンシューマ版及びリマスター版/remaster Aver.。
アルバート・マクドガル
声 - 津久井教生/中原茂
アルバート編主人公で、愛称はアル。SNT（ソーシャルニューズタイム）社に所属する新聞記者。明るくお調子者で極めて軟派な性格だが、ジャーナリストとしてのプライドは高い。セクシャルな誘惑に対し痛烈に貧弱なのも特徴。
マコト・イズミ
声 - 氷上恭子/吉永あゆり
マコト編主人公。DESIREの技術主任で、ステラ教授の助手。アルとは恋人同士だが仕事上のすれ違いで数か月以上も会っていない。久々の再会に浮かれる中で度重なるトラブルにストレスを溜め、浮気の目撃を機に自暴自棄になりカイルの強引な口説きを受け入れてしまう。その後、カイルの調教によって自己のマゾヒズムを開花させてしまい、半ば性奴隷のような扱いを受け続け、それをアルに悟られまいと嘘を重ねる。親友のレイコとは過去にセックスフレンドの間柄でもあった。
ドラマCD版では研究員と結婚しており、カイルと言う息子がいる。
ティーナ
声 - 川上とも子/増田ゆき
アルが浜辺で出会った少女で、ティーナというファーストネーム以外のことは一切覚えていない。天真爛漫な性格をしており、アルに懐く。
シルビア・ブラザー
声 - 夏樹リオ/YUMIKO
DESIREの整備士長で、航空学校のパイロット課を卒業した経歴がある女性。男勝りな正確だがルックスは良く、プロポーションも抜群で巨乳。本人はがさつで男性的な言動をコンプレックスに感じており、女らしさや可愛らしさにおいても自信が無く、才色兼備のレイコに憧れている。
シェリル・シャトレート
声 - 西村ちなみ/山野美嶺
DESIREの研究員の一人で、数字と物理の博士号を持つ才女。黒人とのクォーターであるため、浅黒い肌をしている。大人しい性格だがアルのナンパに積極的に応じるなどの面もある。過去にカイルと関係していた期間がある。
カズミ・M・グランチェスタ
声 - 玉川紗己子/小佐野恵
視察として来訪したグランチェスタ財団会長の孫娘。23歳。有能だがプライドが高く、自らの胸の内を明かそうとしない。
その正体は、研究施設の制御プログラムを持つテロリストの主犯。DESIREの裏でなされている軍事研究を突き止め、穏健派である財団会長の方針に沿い、研究を阻止するため暗躍する。先天性の遺伝子異常の重病を持ち、残された寿命は1年にも満たない。
レイコ・クサナギ
声 - 山口由里子/木村圭子
ステラ教授の専属秘書を務める才媛。有能かつユーモアも解す大人の女性。スタイル抜群の美女でその容姿や所作にはステラ教授やシルビアなど同じ女性からも賛美されている。派手な外見をしているが身持ちは固く、軟派な誘いにはなびかない。マコトとは親友で、過去にはセックスフレンドでもあった。アルの世話係兼お目付け役を任されている。
クリスティ･シェパード
声 - 田中敦子/ASAMI
DESIREの総務担当者で、受付にいることが多い。データプロセッシングにたけている。チェーンの付いた眼鏡をかけた理知的な美人だが、男性遍歴の激しさを噂されていて、カイルやアルを誘惑し関係を持つなどかなりの淫乱。離婚暦がある。また、若さを得るためにゲーツの研究に協力し、自身の遺伝子を操作しており、著しく身体能力が強化されている。
エレナ・フランソワ
声 - こおろぎさとみ/福山貴子
ゲーツの養女で、メディカルセンターではゲーツの助手を務めている。可愛らしい外見をしており男性職員に人気が高い。実はゲーツの元妻で年齢は50を超えているが、遺伝子操作により10代と見まがう若さを手に入れ、同時に筋力なども大幅に上昇している。
小説版では、原作と違い死亡する。アルを逆レイプするシーンがある。
ドラマCD版では、元の年齢に戻っており、DESIRE内のレストランでウェイターをしている。
カイル・K・カーツ
声 - 松本保典/豊川隆
DESIREの研究員。188cmの身長と鍛え上げた筋骨隆々なフィジカル、MITを卒業する頭脳を併せ持つ男性。格闘技にも長け、空手など計12の段を取得している。かなりの自信家であり女たらし、研究所内の数々の女性がその犠牲になっている。マコトを狙っていて、アルと対立する。また催眠術を得意としており（一般版のみの設定）話術やセックスと合わせて、女性を自分にのめり込ませる技巧に優れる。正体はテロの実行工作員。2重スパイでもあり、カズミの他にレイコからも依頼を受けていた。
マルチナ・ステラドビッチ
声 - 池田昌子/横尾まり
DESIREの総監督を務める女性で、通称はステラ教授。理知的だが、神経質な一面を持つ。事故で亡くした夫グスタフ・ステラドビッチのエコロジー研究を引き継いでいるが、とある理由により研究の危険性やゲーツの企みを黙認している。
ドラマCD版ではグスタフとの生活時代が描かれ、助手兼愛人として公私に利用されていたことが語られる。
ティーナ・ステラドビッチ
声 - なし
ステラ教授の娘だが、研究中の事故により既に他界している。上述のティーナとそっくりであり、アルからは何か関係があるのではないかと推測されている。
ドクター･ゲーツ
声 - 青野武/邪風林
DESIREのメディカルセンターに勤める医師だが、その正体はグスタフ・ステラドビッチ。学会に思想や研究を危険視され、娘を巻き込んだ事故で死を偽装し研究を続け、DESIREの技術を遺伝子改造した生物兵器に利用している。元々は大学教授だが、ステラ教授と出会ったことで頭角を現す。研究者としての才覚は平凡であり、ステラ教授の実績を自分の成果だとすり替えて考える傲慢な性格。女性関係も旺盛で、若い女性社員には評判が高い。
アヤコ・ヨシナガ
声 - 三石琴乃
DESIREでマコトの秘書を担当している女性。ドラマCDオリジナルキャラクター。
ジョナサン・カウフマン
声 - 中原茂
DESIREの研究員で技術主任。マコトの夫。ドラマCDオリジナルキャラクター。

## 制作スタッフ
- 企画・脚本：剣乃ゆきひろ
- キャラクターデザイン・作画：やさまたしやみ
- デザイン・絵コンテ・CG作画監督：野口征恒
- 音楽：梅本竜
- CG：宮下昌也・居塚文子
- プログラム：菅野洋之（剣乃ゆきひろ）
- スペシャルサンクス：奥村裕子

## 小説版
1997年にコアマガジンより森野一角の小説『デザイア 背徳の螺旋』が発売されている。文：森野一角、カバー画：やさまたしやみ、作画：華瑠羅翔、ISBN 4-87734-113-7
主なストーリーは原作ゲームに準じているが、主人公の1人であったマコトの視点が小説版では丸ごとカットされていて、出番がほぼ無くなっている。また、原作ゲームの売りの一つであったいわゆる寝取られ要素が一切無くなっており、マコトとカイルの関係もただの同僚の域を出ず、同様にカイルのシーンは大幅に減っており、キーパーソンとしての役割も無いに等しい。

## ドラマCD版
1998年に、キングレコードよりドラマCD『CD DRAMA DESIRE』が発売。ドラマパートとキャラクターソングを収録している。
本編エンディング後から、完全版より追加された新エンディングまでの間を描いた内容で、アルバートが再びDESIREを訪れる物語となっている。